# Burg Le Fosteau

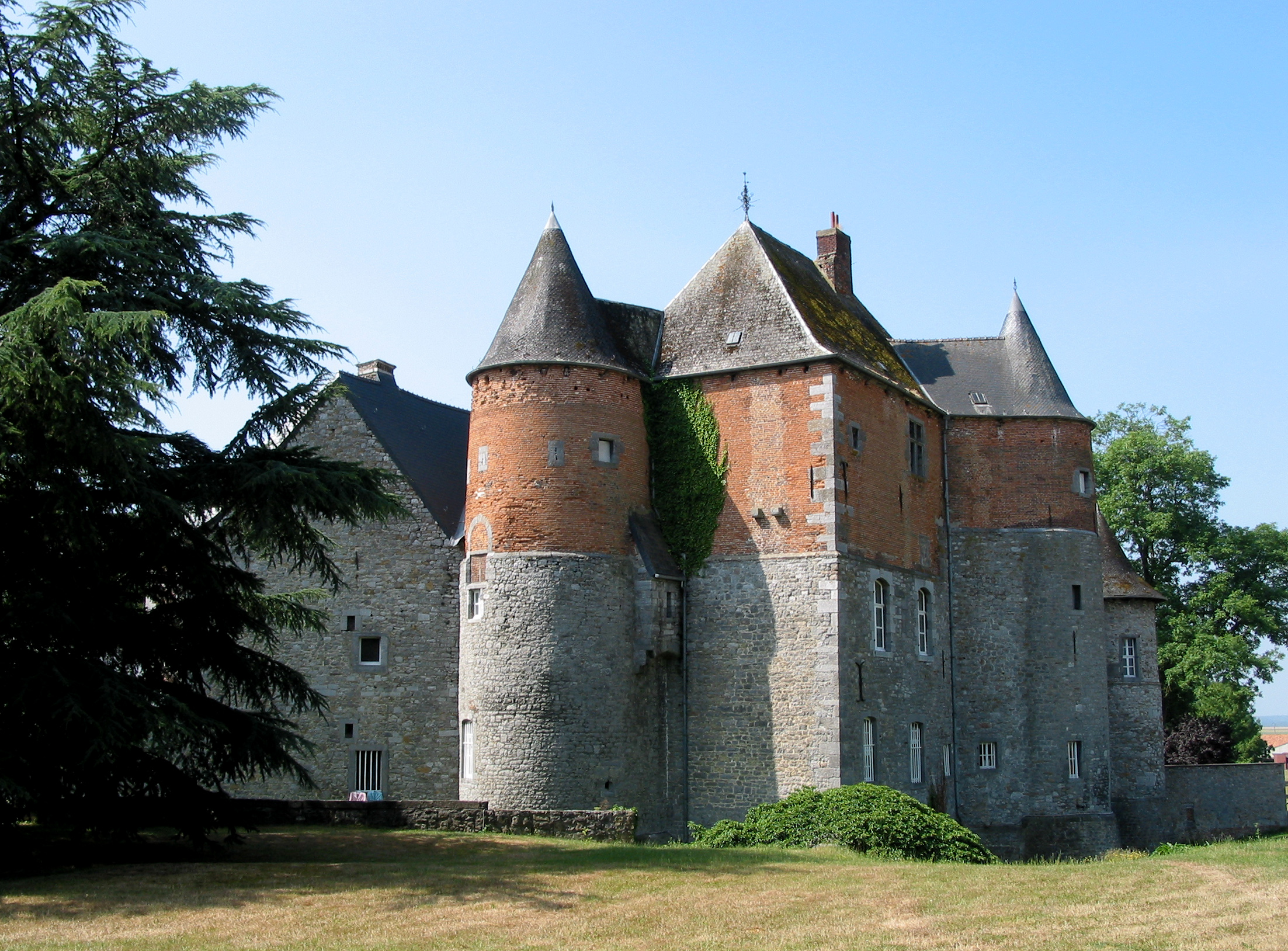
Burg Fosteau

Die Burg Le Fosteau (französisch Château du Fosteau) ist eine mittelalterliche Burganlage in Leers-et-Fosteau in der belgischen Gemeinde Thuin in der wallonischen Region Hennegau.
Die Burg entstand im 14. Jahrhundert. Nach 1380 erhielt Wauthier de Semousies die Herrschaft über Fosteau von der Herzogin Johanna von Brabant. In der Folge fiel die Burg an die Herren von Zwenne, de Marotte, de Henry und de Jamblines. Sie erweiterten die Burg um mehrere Gebäude. Die Burg erhielt Ende des 14. Jahrhunderts den prestigeträchtigen Rittersaal (französisch Salle des Chevaliers), einen der schönsten gotischen Säle in Belgien.
Der französische General und spätere Pair von Frankreich Honoré-Charles Reille übernachtete 1815 auf dem Weg nach Waterloo in Fosteau. Sein Schlafzimmer kann besichtigt werden.
Die Burg wurde 1979 unter Denkmalschutz gestellt. Seit 1980 kann dort eine Ausstellung antiker Möbel Möbel besichtigt werden.